# Коридорас трилінійний
Коридорас трилінійний (Corydoras trilineatus) — вид сомоподібних риб з роду Коридорас підродини Corydoradinae родини Панцирні соми. Інші назви «несправжній коридорас Юлії», «трисмугий коридорас». У природі поширений у річках Південної Америки. Інколи утримують в акваріумах.

## Опис
Завдовжки досягає 5-6 см. Спостерігається статевий диморфізм: самиця більша та гладкіше за самця. Зовнішністю схожий на вид Corydoras julii. Голова помірно велика, морда округла. Очі середнього розміру. Є 3 пари маленьких вусиків. Тулуб стрункий. Спинний плавець високий, має 1 жорсткий та 7 м'яких променів, кількість яких дорівнює більш щільному анальному плавцю. Хвостовий плавець з виїмкою, звуженими лопатями.
Забарвлення жовтувато-сіре з металево-зеленим блиском. На голові та тулубі є візерунок, що складається з темних хвилястих ліній, які утворюють мережева. Від хвоста до напрямку до голови проходить вузька хвиляста смужка чорного кольору (у самця доходить майже до зябрової кришки). Зверху та знизу від цієї смуги проходять 2 світлі смуги. Черево позбавлено малюнку. У верхній частині спинного плавця присутня чорна пляма. Анальним плавцем проходять 5-7 рискових смужок. На хвостовому плавці присутні 5 тонких вертикальних смужок, які утворені крапочками.

## Спосіб життя
Є демерсальною рибою. Воліє до прісної та чистої води з повільною течією. Зустрічається серед рясної рослинності. Утворює невеличкі косяки. Активні у присмерку та вночі. Живиться дрібними ракоподібними, комахами, хробаками, рештками рослин.
Статева зрілість настає у віці 1 року. Нерест відбувається в сезон дощів. Самиця відкладає кладку до 100 ікринок, яку прикріплює до листя. Інкубаційний період триває до 5 днів. Личинки дуже маленькі і майже прозорі.
Тривалість життя до 5 років.

## Розповсюдження
Поширений в річках Ампіяку, Напо, Яварі, Укаялі, Морана, Ясуні, Нанай, Амбіаку, Пастаца — в межах Бразилії, Еквадору та Перу.

## Утримання в акваріумі
Невибагливі в утриманні. Можуть існувати при температурі 18-30°C. Оптимальними умовами для води є: 22–25°C, dGH 8–12°, pH 6,5–7,0.